# Vitali Chevtchenko
Pour les articles homonymes, voir Chevtchenko.
Vitali Viktorovitch Chevtchenko (en russe : Виталий Викторович Шевченко) est un footballeur international soviétique et un entraîneur de football russe né le 2 octobre 1951 à Bakou.
Actif de 1968 à 1983, ses premières années avec le Neftchi Bakou le voient se démarquer comme un des grands espoirs du football soviétique au poste d'attaquant, et le voient jouer treize matchs avec l'équipe nationale entre 1970 et 1972, inscrivant quatre buts dans la foulée à l'âge de 20 ans. Transféré par la suite au Dynamo Kiev en début d'année 1972, une accumulation de blessures graves mettent cependant un frein à sa carrière et l'éloigne des terrains jusqu'en 1976 où il revient de manière pérenne avec le Tchernomorets Odessa, pour lequel il évolue jusqu'en 1982. Il échoue cependant à retrouver son niveau d'antan et n'est plus rappelé avec la sélection. Il rejoint ensuite le Lokomotiv Moscou en deuxième division où il achève sa carrière en 1983 à l'âge de 32 ans.
Reconverti par la suite comme entraîneur, Chevtchenko occupe un poste d'adjoint au sein de l'encadrement technique du Lokomotiv entre 1986 et 1992 avant de partir pour le Club Bolívar où il remporte le championnat bolivien en 1992. Il s'en va ensuite pour l'Israël entre 1994 et 1996, occupant notamment le poste d'entraîneur de l'Hapoël Beer-Sheva. Retournant ensuite en Russie en mai 1996, il effectue de brefs passages à l'Ouralmach Iekaterinbourg, au Gazovik-Gazprom Ijevsk et à l'Ouralan Elista avant de rejoindre en 1999 le Torpedo Moscou où il passe trois saisons et demie, amenant notamment l'équipe à la troisième place du championnat russe en 2000. Les années qui suivent le voit ensuite passer au Saturn Ramenskoïe, au FK Rostov et au Terek Grozny, avec entre-temps un bref passage en Ukraine au Metalurh Donetsk. Il dirige par la suite le Tchornomorets Odessa entre juin 2007 et novembre 2008 avant de connaître son dernier poste entre juin et décembre 2010 en tant qu'entraîneur du Rotor Volgograd.

## Biographie

### Carrière de joueur
Fils d'une mère joueuse de volley-ball et d'un père joueur de football au Neftianik Bakou au cours des années 1950, Chevtchenko naît ainsi à Bakou en RSS d'Azerbaïdjan en octobre 1951, et effectue dans cette ville sa formation au sein de l'équipe locale du Neftchi (ancien Neftianik) au cours des années 1960. Il y fait ainsi ses débuts en équipe première dans la première division lors de la saison 1968, à l'âge de 16 ans, disputant 17 matchs cette saison-là pour un but inscrit. Affichant un temps de jeu similaire la saison suviante, il s'impose finalement comme titulaire régulier à partir de l'exercice 1970 qui le voit disputer 27 matchs et marquer 7 buts. Il continue ensuite sur sa lancée l'année suivante en marquant 10 buts en 23 rencontres.
Ses performances avec le Neftchi lui valent ainsi d'être rapidement repéré par les grands clubs du championnat, notamment le Dynamo Kiev qui le recrute en début d'année 1972, alors qu'il n'est âgé que de 20 ans. Son passage au club s'avère cependant désastreux, Chevtchenko se voyant diagnostiquer deux graves blessures au genou dès le mois d'avril, une blessure au ligament latéral ainsi qu'une déchirure du ménisque. Il souffre de plus peu de temps après d'un appendicite qui l'oblige à subir une opération chirurgicale lors de laquelle une erreur médicale au niveau de l'anesthésie provoque la formation d'une thrombose dans les veines iliaques. Cette accumulation de déboires le tient ainsi éloigné des terrains pendant plus de trois années, bien qu'il effectue quelques brèves apparitions entre 1974 et 1975. Il ne dispute qu'une douzaine de matchs au Dynamo durant son passage entre 1972 et 1975, ce qui lui permet tout de même de figurer parmi les vainqueurs des championnats 1974 et 1975.
Finalement transféré au Tchernomorets Odessa à l'automne 1975, il ne peut cependant pas prendre part au championnat pour la fin d'année, bien qu'il dispute tout de même deux rencontres de Coupe UEFA contre la Lazio Rome au mois de septembre. Enfin remis de ses blessures pour de bon, Chevtchenko devient très rapidement titulaire au sein de sa nouvelle formation, disputant ainsi la totalité des matchs de championnat de la saison 1976 où il marque quatre buts. Il poursuit sur sa lancée lors des années qui suivent et se maintient comme un perpétuel titulaire entre 1976 et 1981. Il quitte finalement le Tchernomorets en mars 1982 pour rejoindre le Lokomotiv Moscou en deuxième division. Après une première saison pleine le voyant jouer 38 matchs pour 5 buts marqués, il est très peu utilisé lors de la saison 1983 et décide alors de mettre un terme à sa carrière de joueur à l'âge de 31 ans.

### Carrière internationale
Les performances de Chevtchenko avec le Neftchi Bakou lui valent d'être très vite considéré comme un grand espoir du football soviétique, ce qui l'amène à être appelé avec la sélection soviétique par Valentin Nikolaïev dès le mois d'octobre 1970, alors qu'il vient de fêter ses 19 ans. Il effectue ainsi ses débuts internationaux le 28 octobre à l'occasion d'un match amical à Moscou face à la Yougoslavie, où il est directement aligné comme titulaire et inscrit le premier but des siens qui l'emportent finalement 4-0. Il dispute ensuite son premier match de compétition deux semaines plus tard le 15 novembre face à Chypre à l'occasion des éliminatoires de l'Euro 1972, étant à nouveau aligné comme titulaire et inscrivant son deuxième but en deux sélections pour une victoire 3-1 des Soviétiques.
Continuant sur sa lancée, il inscrit son troisième but dès sa cinquième sélection face à la Bulgarie en match amical le 28 avril 1971 avant d'enchaîner le 30 mai contre l'Espagne en qualifications, marquant ainsi le deuxième but pour les siens qui l'emportent finalement 2-1. Cette bonne forme ne dure cependant pas et Chevtchenko n'inscrit plus aucun but par la suite. Il connaît sa treizième et dernière sélection le 19 avril 1972 lors d'un match amical contre le Pérou à l'âge de 20 ans et demi. Par la suite ses graves blessures contractées cette année-là et sa longue convalescence mettent un terme anticipé et définitif à sa carrière internationale, le joueur échouant par la suite à revenir à son niveau d'antan,.

### Carrière d'entraîneur

#### Premiers postes et passage à l'étranger (1986-1996)
Après la fin de sa carrière, Chevtchenko entame des études d'entraîneur à la Grande école des entraîneurs de Moscou où il obtient un diplôme et intègre en 1986 l'encadrement technique du Lokomotiv Moscou, devenant un des principaux adjoints de Iouri Siomine. Il passe six années à ce poste avant de quitter le club ainsi que la Russie pour rallier l'Amérique latine et le club bolivien du Club Bolívar à l'été 1992, le président de l'époque l'ayant alors repéré au cours d'une tournée du Lokomotiv aux États-Unis dans les années 1980. Son passage dure deux années, qui le voit notamment remporter le championnat bolivien lors de sa première année avant de terminer deuxième en 1993. Il quitte par la suite le club en début d'année 1994, tandis que celui-ci remporte par la suite le championnat en fin d'année.
À l'issue de cette parenthèse bolivienne, Chevtchenko rallie cette fois Israël où il est nommé à la tête de l'Hapoël Beer-Sheva en mai 1994. Un désaccord avec la direction en fin d'année le pousse à quitter le club pour rejoindre brièvement l'Hapoël Rishon LeZion au début 1995. Le différend avec son ancien employeur est cependant réglé peu de temps après et il effectue son retour à Beer-Sheva pour la fin de saison 1994-1995 qui l'équipe finir à la troisième place du championnat israélien et prendre part à la Coupe UEFA, où il parvient à battre l'équipe albanaise du KF Tirana au tour préliminaire avant d'être largement vaincu par le FC Barcelone au tour suivant. Son aventure israélienne prend finalement fin au cours du printemps 1996, peu après avoir remporté la Coupe de la Ligue.

#### Retour en Russie et passage au Torpedo Moscou (1996-2002)
Chevtchenko effectue son retour en Russie au début du mois de mai 1996 en rejoignant l'Ouralmach Iekaterinbourg pour la saison. Il dirige ainsi l'équipe en Coupe Intertoto, où il termine largement premier du groupe 8 et atteint le stade des demi-finales avant d'être éliminé par le club danois de Silkeborg IF. Les résultats en championnat sont cependant moins positifs, reprenant une équipe largement relégable, il ne parvient finalement pas à la sauver de la relégation à l'issue de l'exercice malgré une cinquième place au niveau des résultats pour la deuxième moitié de saison, amenant à son départ en fin d'année. Il rejoint par la suite le Gazovik-Gazprom Ijevsk en deuxième division pour l'exercice 1997 avec l'ambition d'une montée dans l'élite. Son passage est cependant affecté par des problèmes de santé l'amenant à passer deux mois à l'hôpital en cours de saison, tandis que l'équipe échoue à prendre part à la course pour la montée et stagne en milieu de classement, ce qui débouche finalement sur son renvoi au mois de septembre 1997. Peu de temps après son départ d'Ijevsk, il est appelé à la tête de l'Ouralan Elista, tout juste promu dans l'élite, avec l'objectif de maintenir l'équipe pour la saison 1998. Il parvient à accomplir cet objectif sans grandes difficultés et amène même le club à la lutte pour les places européennes en fin de championnat. Celui-ci ne termine finalement à la septième place, comptant dix points d'avance sur la relégation et deux de retard sur une place en Coupe Intertoto. Il démissionne cependant de son poste en fin de saison en raison de désaccords avec la direction.
Peu de temps après son départ d'Elista, Chevtchenko est nommé à la tête du Torpedo Moscou, qui connaît alors des années difficiles l'ayant vu stagner en bas de classement. Sous sa direction, l'équipe atteint dès la fin de la saison 1999 la quatrième place du championnat, ce qui constitue alors son meilleur classement depuis la fin de l'époque soviétique. Il poursuit ensuite sa lancée en finissant troisième l'année suivante et en prenant part à la Coupe UEFA, où il est cependant très vite éliminé. Les deux années qui suivent voient le Torpedo se maintenir parmi les quatre premiers du championnat, sans cependant parvenir à prendre part de manière sérieuse à la lutte pour le titre. Dans le même temps, le club connaît à partir de 2002 des difficultés financières qui débouchent sur la démission de Chevtchenko en juillet 2002.

#### Fin de carrière (2003-2010)
Après son départ du Torpedo, il reste inactif durant le deuxième semestre 2002 avant d'être nommé au mois de décembre à la tête du Saturn Ramenskoïe pour l'exercice 2003. Sous ses ordres, l'équipe connaît des performances très positives qui lui permettent de se placer dans la course pour le podium, occupant même la deuxième position pendant quelques journées. Une baisse des performances vers la fin de saison ainsi que le désir de la direction d'engager le plus réputé Oleg Romantsev au poste d'entraîneur amènent cependant au renvoi inattendu de Chevtchenko en septembre 2003, à cinq journées de la fin du championnat, tandis que le club termine finalement septième après une fin de saison désastreuse. Il est par la suite engagé par le FK Rostov pour la saison 2004. Cependant, après un très mauvais début de championnat le voyant remporter aucun match en cinq journées ainsi qu'une élimination en quarts de finale de la Coupe de Russie, il est renvoyé dès la mi-avril.
Il connaît par la suite une période d'inactivité de près d'un an, qui prend fin au mois de mars 2005 avec sa nomination à la tête de l'équipe ukrainienne du Metalurg Donetsk pour la fin de saison. Après avoir amené le club à la troisième place et à une qualification en Coupe UEFA, il quitte cependant son poste au mois de juin du fait de différends avec la direction. Il est par la suite engagé par le Terek Grozny en mai 2006, mais des difficultés internes ainsi que le décrochage de l'équipe dans la lutte pour la promotion en première division amènent à son départ dès le mois d'août. Après une nouvelle année d'inactivité, Chevtchenko retrouve cette fois son ancien club du Tchornomorets Odessa, où il accède au poste d'entraîneur en juin 2007. Il amène ainsi l'équipe à la septième place lors de la saison 2007-2008. Après un début difficile lors de l'exercice suivant voyant l'équipe se classer neuvième au début du mois de novembre 2008, il quitte son poste. Il reste par la suite inactif pendant un an et demi avant d'être engagé en juin 2010 par le Rotor Volgograd en deuxième division, alors que celui-ci se classe dernier de la compétition après dix-sept journées. Ne parvenant pas à sauver l'équipe en fin de saison, il démissionne au mois de décembre et met par la suite un terme à sa carrière d'entraîneur.

## Statistiques

### Statistiques de joueur
| Saison                | Club                  | Championnat           | Championnat | Championnat | Coupe(s) nationale(s) | Coupe(s) nationale(s) | Compétition(s) continentale(s) | Compétition(s) continentale(s) | Compétition(s) continentale(s) | Total | Total |
| Saison                | Club                  | Division              | M.          | B.          | M.                    | B.                    | Comp.                          | M.                             | B.                             | M.    | B.    |
| 1968                  | Neftchi Bakou         | D1                    | 17          | 1           | -                     | -                     | -                              | -                              | -                              | 17    | 1     |
| 1969                  | Neftchi Bakou         | D1                    | 17          | 2           | -                     | -                     | -                              | -                              | -                              | 17    | 2     |
| 1970                  | Neftchi Bakou         | D1                    | 27          | 8           | 2                     | 0                     | -                              | -                              | -                              | 29    | 8     |
| 1971                  | Neftchi Bakou         | D1                    | 23          | 10          | 4                     | 1                     | -                              | -                              | -                              | 27    | 11    |
| Sous-total            | Sous-total            | Sous-total            | 84          | 21          | 6                     | 1                     | -                              | -                              | -                              | 90    | 22    |
| 1972                  | Dynamo Kiev           | D1                    | 2           | 1           | 4                     | 2                     | -                              | -                              | -                              | 6     | 3     |
| 1973                  | Dynamo Kiev           | D1                    | -           | -           | -                     | -                     | -                              | -                              | -                              | 0     | 0     |
| 1974                  | Dynamo Kiev           | D1                    | 2           | 0           | 1                     | 1                     | -                              | -                              | -                              | 3     | 1     |
| 1975                  | Dynamo Kiev           | D1                    | 3           | 0           | -                     | -                     | -                              | -                              | -                              | 3     | 0     |
| Sous-total            | Sous-total            | Sous-total            | 7           | 1           | 5                     | 3                     | -                              | -                              | -                              | 12    | 4     |
| 1975                  | Tchernomorets Odessa  | D1                    | -           | -           | -                     | -                     | C3                             | 2                              | 0                              | 2     | 0     |
| 1976                  | Tchernomorets Odessa  | D1                    | 30          | 4           | 2                     | 0                     | -                              | -                              | -                              | 32    | 4     |
| 1977                  | Tchernomorets Odessa  | D1                    | 24          | 6           | 1                     | 0                     | -                              | -                              | -                              | 25    | 6     |
| 1978                  | Tchernomorets Odessa  | D1                    | 27          | 7           | 4                     | 0                     | -                              | -                              | -                              | 31    | 7     |
| 1979                  | Tchernomorets Odessa  | D1                    | 29          | 7           | 3                     | 1                     | -                              | -                              | -                              | 32    | 8     |
| 1980                  | Tchernomorets Odessa  | D1                    | 29          | 7           | 5                     | 1                     | -                              | -                              | -                              | 34    | 8     |
| 1981                  | Tchernomorets Odessa  | D1                    | 24          | 3           | 7                     | 2                     | -                              | -                              | -                              | 31    | 5     |
| 1982                  | Tchernomorets Odessa  | D1                    | -           | -           | 5                     | 0                     | -                              | -                              | -                              | 5     | 0     |
| Sous-total            | Sous-total            | Sous-total            | 163         | 34          | 22                    | 4                     | -                              | 2                              | 0                              | 187   | 38    |
| 1982                  | Lokomotiv Moscou      | D2                    | 38          | 5           | -                     | -                     | -                              | -                              | -                              | 38    | 5     |
| 1983                  | Lokomotiv Moscou      | D2                    | 5           | 0           | -                     | -                     | -                              | -                              | -                              | 5     | 0     |
| Sous-total            | Sous-total            | Sous-total            | 43          | 5           | -                     | -                     | -                              | -                              | -                              | 43    | 5     |
| Total sur la carrière | Total sur la carrière | Total sur la carrière | 297         | 61          | 33                    | 8                     | -                              | 2                              | 0                              | 332   | 69    |

### Statistiques d'entraîneur
| Ouralmach Iekaterinbourg | 4 mai 1996       | 31 décembre 1996  | 31  | 11  | 7  | 13  | 35,5 |
| Gazovik-Gazprom Ijevsk   | 1997             | 11 septembre 1997 | 31  | 14  | 6  | 11  | 45,2 |
| Ouralan Elista           | 23 décembre 1997 | 1998              | 31  | 12  | 6  | 13  | 38,7 |
| Torpedo Moscou           | 23 novembre 1998 | 13 juillet 2002   | 113 | 48  | 31 | 34  | 42,5 |
| Saturn Ramenskoïe        | 7 décembre 2002  | 21 septembre 2003 | 28  | 12  | 10 | 6   | 42,9 |
| FK Rostov                | 5 décembre 2003  | 16 avril 2004     | 7   | 0   | 3  | 4   | 0,0  |
| Metalurg Donetsk         | 10 mars 2005     | 22 juin 2005      | 13  | 3   | 5  | 5   | 23,1 |
| Terek Grozny             | 26 mai 2006      | 29 août 2006      | 18  | 10  | 3  | 5   | 55,6 |
| Tchornomorets Odessa     | 27 juin 2007     | 3 novembre 2008   | 54  | 19  | 9  | 26  | 35,2 |
| Rotor Volgograd          | 27 juin 2010     | 12 décembre 2010  | 22  | 6   | 2  | 14  | 27,3 |
| Total                    | Total            | Total             | 348 | 135 | 82 | 131 | 38,8 |

## Palmarès
En tant que joueur
- Dynamo Kiev
  - Champion d'Union soviétique en 1974 et 1975.

En tant qu'entraîneur
- Club Bolívar
  - Champion de Bolivie en 1992.

- Hapoël Beer-Sheva
  - Vainqueur de la Coupe de la Ligue en 1996.